# Jarash (provins)
Jarash (arabiska: جَرَشْ), eller Jerash, formellt Muhafazat Jarash (محافظة جرش), är en av Jordaniens tolv provinser (muhafaza). Den administrativa huvudorten är Jarash. Provinsen gränsar mot provinserna Irbid, Ajlun, al-Mafraq , az-Zarqa och al-Balqa. 
Provinsen hade 153 602 invånare år 2004 på en yta av 402 km².

## Administrativ indelning
Provinsen har bara ett administrativt distrikt (liwa): Qasabat Jarash.  

## Externa länkar

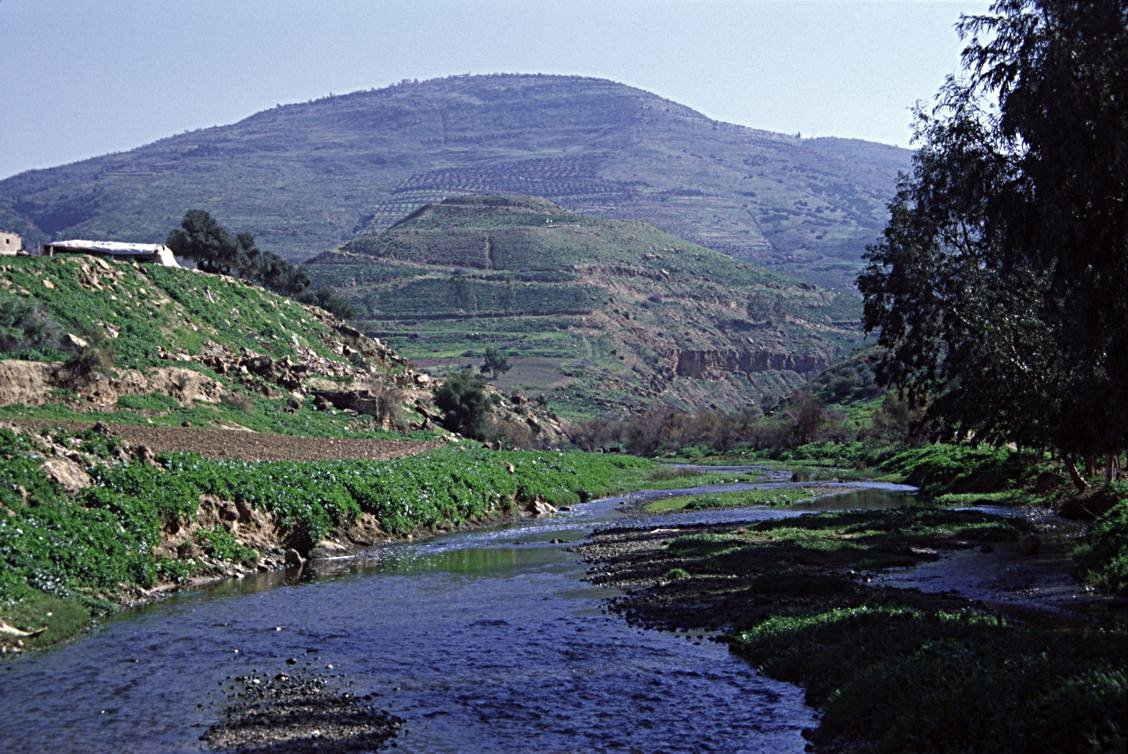
Floden Zarqa i provinsen Jarash.